# Гібралтар 2015 (шаховий турнір)
Gibraltar Chess Festival 2015 — міжнародний щорічний шаховий турнір, що проходив з 27 січня по 5 лютого 2015 року в Гібралтарі за швейцарською системою у 10 турів. На старт турніру вийшли 244 учасника.
 Переможцем турніру став американський шахіст Хікару Накамура (8½ очок), найкраща серед жінок — китаянка Хоу Іфань (7½ очок).

## Регламент турніру

### Розклад змагань
- Ігрові дні: 27 січня  — 5 лютого 2015 року

Початок партій 1-9 тур в 16-00, 10 тур в 12-00  — час Київський.

### Контроль часу
- 100 хвилин на 40 ходів, 50 хвилин на 20 наступних ходів, 15 хвилин до закінчення партії та додатково 30 секунд на хід починаючи з першого.

### Призовий фонд
Загальний призовий фонд турніру становить — 175 000 £, зокрема:
| Місце | Загальний залік | Жіночий залік |
| ----- | --------------- | ------------- |
| 1     | 20 000 £        | 15 000 £      |
| 2     | 16 000 £        | 10 000 £      |
| 3     | 12 000 £        | 5 000 £       |
| 4     | 10 000 £        | 3 500 £       |
| 5     | 8 000 £         | 2 500 £       |
| 6     | 6 000 £         | 2 000 £       |
| 7     | 4 000 £         | 1 500 £       |
| 8     | 3 000 £         | 1 000 £       |
| 9     | 2 000 £         | 600 £         |
| 10    | 1 000 £         | 400 £         |
| 11    | 1 000 £         |               |
| 12    | 1 000 £         |               |

Призові за найкращий турнірний перфоменс відповідно до рейтингу
| Рейтинг ЕЛО | 1 місце | 2 місце |
| ----------- | ------- | ------- |
| 2550-2649   | 3 000 £ | 2 500 £ |
| 2450-2549   | 2 500 £ | 1 500 £ |
| 2350-2449   | 2 000 £ | 1 000 £ |
| 2250-2349   | 2 000 £ | 1 000 £ |
| 2150-2249   | 2 000 £ | 1 000 £ |
| 2050-2149   | 2 000 £ | 1 000 £ |
| до 2050     | 2 000 £ | 1 000 £ |

Також буде вручено приз за найкращу партію — 1000 £, та інші призові включаючи челендж та аматорський турніри.

## Учасники— фаворити турніру
| - Веселин Топалов ( Болгарія, 2800) — 4 - Хікару Накамура ( США, 2776) — 9 - Петро Свідлер ( Росія, 2739) — 16 - Микита Вітюгов ( Росія, 2735) — 19 - Дмитро Яковенко ( Росія, 2733) — 21 - Юй Ян'ї ( КНР, 2724) — 29 - Пентала Харікрішна ( Індія, 2723) — 30 - Ріхард Раппорт ( Угорщина, 2716) — 32 - Максим Матлаков ( Росія, 2695) — 48 - Іван Чепарінов ( Болгарія, 2681) — 58 - Максим Родштейн ( Ізраїль, 2680) — 60 - Вей І ( КНР, 2675) — 65 | - Фаворити серед жінок - Хоу Іфань ( КНР, 2673) — 70 (2 в жіночому рейтингу) - Цзюй Веньцзюнь ( КНР, 2547) — 452 (5) - Анна Музичук ( Україна, 2544) — 467 (6) - Бела Хотенашвілі ( Грузія, 2526) — 561 (10) - Марія Музичук ( Україна, 2520) — 608 (12) - Піа Крамлінг ( Швеція, 2518) — 622 (13) - Антоанета Стефанова ( Болгарія, 2515) — 647 (14) - Харіка Дронаваллі ( Індія, 2496) — 792 (16) - Лейла Джавахішвілі ( Грузія, 2486) — 865 (21) - Наталя Жукова ( Україна, 2482) — 900 (25) |

жирним  — місце в рейтингу станом на січень 2015 року

## Рух за турами (українські шахістки)
| 1 тур 27.01.2015 | 1 тур 27.01.2015 | 1 тур 27.01.2015 | 1 тур 27.01.2015 | 1 тур 27.01.2015 |
| ---------------- | ---------------- | ---------------- | ---------------- | ---------------- |
| Відерзіх         | 0                | 0:1              | 0                | А.Музичук        |
| Шефер            | 0                | 0:1              | 0                | М.Музичук        |
| Генріксон        | 0                | 0:1              | 0                | Жукова           |
| 4 тур 30.01.2015 |                  |                  |                  |                  |
| А.Музичук        | 2½               | ½:½              | 2½               | Сальгадо Лопес   |
| М.Музичук        | 2                | 1:0              | 2                | Драгнєв          |
| Жукова           | 1½               | 1:0              | 1½               | Байрон           |
| 7 тур 2.02.2015  |                  |                  |                  |                  |
| Харікрішна       | 4½               | 1:0              | 4½               | А.Музичук        |
| Саломон          | 4                | 0:1              | 4                | М.Музичук        |
| Волтон           | 3½               | ½:½              | 3½               | Жукова           |
| 10 тур 5.02.2015 |                  |                  |                  |                  |
| А.Музичук        | 5½               | 1:0              | 5½               | Неєлотпал        |
| М.Музичук        | 6                | 0:1              | 6                | Набаті           |
| Жукова           | 5                | 1:0              | 5                | Звахр            |

| 2 тур 28.01.2015 | 2 тур 28.01.2015 | 2 тур 28.01.2015 | 2 тур 28.01.2015 | 2 тур 28.01.2015 |
| ---------------- | ---------------- | ---------------- | ---------------- | ---------------- |
| А.Музичук        | 1                | ½:½              | 1                | Звахр            |
| М.Музичук        | 1                | ½:½              | 1                | Повах            |
| Жукова           | 1                | 0:1              | 1                | Родштейн         |
| 5 тур 31.01.2015 |                  |                  |                  |                  |
| Яковенко         | 3                | ½:½              | 3                | А.Музичук        |
| Матлаков         | 3                | 0:1              | 3                | М.Музичук        |
| Бар              | 2½               | ½:½              | 2½               | Жукова           |
| 8 тур 3.02.2015  |                  |                  |                  |                  |
| А.Музичук        | 4½               | 1:0              | 4½               | Сетураман        |
| М.Музичук        | 5                | ½:½              | 5                | Бологан          |
| Жукова           | 4                | 1:0              | 4                | Вуіллеумієр      |
| Тай-брейк        |                  |                  |                  |                  |
|                  |                  | :                |                  |                  |
|                  |                  | :                |                  |                  |
|                  |                  | :                |                  |                  |

| 3 тур 29.01.2015 | 3 тур 29.01.2015 | 3 тур 29.01.2015 | 3 тур 29.01.2015 | 3 тур 29.01.2015 |
| ---------------- | ---------------- | ---------------- | ---------------- | ---------------- |
| Хадемалшарієх    | 1½               | 0:1              | 1½               | А.Музичук        |
| Вуіллеумієр      | 1½               | ½:½              | 1½               | М.Музичук        |
| Крохенбергер     | 1                | ½:½              | 1                | Жукова           |
| 6 тур 1.02.2015  |                  |                  |                  |                  |
| А.Музичук        | 3½               | 1:0              | 3½               | Волтон           |
| М.Музичук        | 4                | 0:1              | 4                | Адхібан          |
| Жукова           | 3                | ½:½              | 3                | Тейт             |
| 9 тур 4.02.2015  |                  |                  |                  |                  |
| Матлаков         | 5½               | 1:0              | 5½               | А.Музичук        |
| Едуард           | 5½               | ½:½              | 5½               | М.Музичук        |
| Набати           | 5                | 1:0              | 5                | Жукова           |
| Тай-брейк        |                  |                  |                  |                  |
|                  |                  | :                |                  |                  |
|                  |                  | :                |                  |                  |
|                  |                  | :                |                  |                  |

## Турнірна таблиця
Підсумкова таблиця турніру 
| Місце   | Шахіст              | Країна     | Рейтинг |  | + | = | − | Очки | TB1  | Перфоманс | +/-    |
| ------- | ------------------- | ---------- | ------- |  | - | - | - | ---- | ---- | --------- | ------ |
| 1       | Хікару Накамура     | США        | 2776    |  | 7 | 3 | 0 | 8½   | 2919 | 2911      | + 16,1 |
| 2       | Девід Хауелл        | Англія     | 2670    |  | 6 | 4 | 0 | 8    | 2818 | 2815      | +18,7  |
| 3 (1)   | Хоу Іфань           | КНР        | 2673    |  | 5 | 5 | 0 | 7½   | 2772 | 2770      | + 13,7 |
| 4       | Микита Вітюгов      | Росія      | 2735    |  | 5 | 5 | 0 | 7½   | 2770 | 2775      | + 4,3  |
| 5       | Веселин Топалов     | Болгарія   | 2800    |  | 6 | 3 | 1 | 7½   | 2767 | 2747      | - 1,9  |
| 6       | Денніс Вагнер       | Німеччина  | 2501    |  | 6 | 3 | 1 | 7½   | 2759 | 2757      | + 34,6 |
| 7       | Вей І               | КНР        | 2675    |  | 6 | 3 | 1 | 7½   | 2754 | 2752      | + 11,1 |
| 8       | Б.Адхібан           | Індія      | 2630    |  | 7 | 1 | 2 | 7½   | 2750 | 2749      | + 16,3 |
| 9       | Пентала Харікрішна  | Індія      | 2723    |  | 5 | 5 | 0 | 7½   | 2748 | 2746      | + 4,6  |
| 10      | Аксель Бахманн      | Парагвай   | 2629    |  | 6 | 3 | 1 | 7½   | 2722 | 2721      | + 7,5  |
| 11      | Максим Матлаков     | Росія      | 2695    |  | 6 | 3 | 1 | 7½   | 2667 | 2667      | - 2,1  |
| 12      | Петро Свідлер       | Росія      | 2739    |  | 4 | 6 | 0 | 7    | 2719 | 2711      | - 0,7  |
| 13      | Ю Яньї              | КНР        | 2724    |  | 5 | 4 | 1 | 7    | 2707 | 2706      | - 0,5  |
| 14      | Дмитро Яковенко     | Росія      | 2733    |  | 4 | 6 | 0 | 7    | 2700 | 2696      | - 2,6  |
| 15      | Даніель Народицький | США        | 2622    |  | 5 | 4 | 1 | 7    | 2698 | 2695      | + 11,3 |
| 16      | Ріхард Раппорт      | Угорщина   | 2716    |  | 6 | 2 | 2 | 7    | 2677 | 2675      | - 2,9  |
| 17      | Тамір Набати        | Ізраїль    | 2579    |  | 7 | 0 | 3 | 7    | 2615 | 2612      | + 6,1  |
| 18      | Еміль Сутовський    | Ізраїль    | 2637    |  | 5 | 4 | 1 | 7    | 2605 | 2595      | - 1,6  |
| 19      | Беньямін Бок        | Нідерланди | 2572    |  | 4 | 6 | 0 | 7    | 2582 | 2572      | + 4,4  |
| 20      | Діп Сенгупта        | Індія      | 2569    |  | 5 | 4 | 1 | 7    | 2574 | 2570      | + 2,3  |
| 21      | Чанда Сандіпан      | Індія      | 2574    |  | 7 | 0 | 3 | 7    | 2526 | 2523      | - 3,5  |
| …       |                     |            |         |  |   |   |   |      |      |           |        |
| 25 (2)  | Цзюй Веньцзюнь      | КНР        | 2547    |  | 5 | 3 | 2 | 6½   | 2621 | 2619      | + 9,7  |
| 28 (3)  | Падміні Рут         | Індія      | 2388    |  | 5 | 3 | 2 | 6½   | 2608 | 2599      | + 59,0 |
| 32 (4)  | Анна Музичук        | Україна    | 2544    |  | 5 | 3 | 2 | 6½   | 2595 | 2592      | + 9,4  |
| 39 (5)  | Антоанета Стефанова | Болгарія   | 2515    |  | 6 | 1 | 3 | 6½   | 2556 | 2539      | + 8,4  |
| 56 (6)  | Марія Музичук       | Україна    | 2520    |  | 4 | 4 | 2 | 6    | 2531 | 2530      | + 3,4  |
| 71 (12) | Наталя Жукова       | Україна    | 2482    |  | 4 | 4 | 2 | 6    | 2366 | 2361      | - 11,4 |

Примітка: зеленим кольором залік серед жінок
становище шахістів після 9 туру 
- 1 місце — Хікару Накамура — 8 очок;
- 2 місце — Девід Хауелл — 7½ очок;
- 3-6 місця —  Хоу Іфань, Пентала Харікрішна, Микита Вітюгов, Алекс Бахманн — по 7 очок;
- 7-23 місця  — по 6½  очок (зокрема: Петро Свідлер,  Ю Яньї,  Веселин Топалов, Вей І, Дмитро Яковенко, Іван Чепарінов);
- 24-41 місця  — по 6 очок (в тому числі Марія Музичук, Річард Раппорт, Бела Хотенашвілі);
- 42-75 місця  — по 5½  очок (в тому числі Анна Музичук, Олександр Мотильов, Лейла Джавахішвілі, Антоанета Стефанова, Ліліт Мкртчян, Харіка Харіка);
- 76-106 місця  — по 5 очок (в тому числі Наталя Жукова, Ірина Круш);
- 107-147 місця  — по 4½ очки;

становище шахістів після 8 туру 
- 1 місце — Хікару Накамура — 7½ очок;
- 2-4 місця — Девід Хауелл, Даніель Народицький, Алекс Бахманн — по 6½ очок;
- 5-20 місця  — по 6 очок (зокрема: Петро Свідлер, Микита Вітюгов, Ю Яньї, Хоу Іфань, Веселин Топалов, Пентала Харікрішна, Вей І, Дмитро Яковенко, Ріхард Раппорт, Іван Чепарінов);
- 21-37 місця  — по 5½ очок (в тому числі Марія Музичук, Анна Музичук, Олександр Мотильов);
- 38-69 місця  — по 5 очок (в тому числі Наталя Жукова);
- 70-112 місця  — по 4½ очки;

становище шахістів після 7 туру 
- 1 місце — Хікару Накамура — 6½ очок;
- 2-5 місця — Ю Яньї, Девід Хауелл, Даніель Народицький, Алекс Бахманн — по 6 очок;
- 6-13 місця  — по 5½ очок (зокрема: Петро Свідлер, Микита Вітюгов, Хоу Іфань, Пентала Харікрішна, Вей І, Дмитро Яковенко, Річард Раппорт, Іван Чепарінов);
- 14-37 місця  — по 5 очок (в тому числі Веселин Топалов, Марія Музичук);
- 38-66 місця  — по 4½ очки (в тому числі Анна Музичук);
- 67-109 місця  — по 4 очки (в тому числі Наталя Жукова);
- 110–143 місця  — по 3½ очки;

становище шахістів після 6 туру 
- 1 місце — Хікару Накамура — 6 очок;
- 2-3 місця — Ю Яньї, Девід Хауелл — по 5½ очок;
- 4-8 місця  — по 5 очок (в тому числі Хоу Іфань);
- 9-27 місця  — по 4½ очки (в тому числі Вей І, Веселин Топалов, Петро Свідлер, Микита Вітюгов, Пентала Харікрішна, Дмитро Яковенко, Іван Чепарінов, Ріхард Раппорт, Анна Музичук);
- 28-69 місця  — по 4 очки (в тому числі Марія Музичук);
- 71-106 місця  — по 3½ очки (в тому числі Наталя Жукова);
- 107–153 місця  — по 3 очки;

становище шахістів після 5 туру 
- 1 місце — Хікару Накамура — 5 очок;
- 2-6 місця  — по 4½ очки (в тому числі Вей І, Веселин Топалов, Ю Яньї, Девід Хауелл, Ігарза Вазкез);
- 7-25 місця  — по 4 очки (в тому числі Марія Музичук, Петро Свідлер, Микита Вітюгов, Хоу Іфань);
- 26-60 місця  — по 3½ очки (в тому числі Анна Музичук, Дмитро Яковенко);
- 61-109 місця  — по 3 очки (в тому числі Наталя Жукова);
- 110–148 місця  — по 2½ очки;

становище шахістів після 4 туру 
- 1-4 місця  — по 4 очки (в тому числі Вей І, Хікару Накамура);
- 5-17 місця  — по 3½ очки (в тому числі Веселин Топалов, Хоу Іфань, Петро Свідлер);
- 18-58 місця  — по 3 очки (в тому числі Анна Музичук, Марія Музичук, Микита Вітюгов, Дмитро Яковенко);
- 59-100 місця  — по 2½ очки (в тому числі Наталя Жукова);
- 101–157 місця  — по 2 очки;
- 158–198 місця  — по 1½ очка;

становище шахістів після 3 туру 
- 1-13 місця  — по 3 очки (в тому числі Вей І, Хоу Іфань, Хікару Накамура);
- 14-43 місця  — по 2½ очки (в тому числі Анна Музичук, Микита Вітюгов, Дмитро Яковенко, Петро Свідлер, Веселин Топалов);
- 44-106 місця  — по 2 очки (в тому числі Марія Музичук);
- 107–152 місця  — по 1½ очка (в тому числі Наталя Жукова);
- 153–216 місця  — по 1 очку;
- 217–234 місця  — по ½ очка.

становище шахістів після 2 туру 
становище шахістів після 1 туру 